# Uruguayaans voetbalelftal in 1987
Het Uruguayaans voetbalelftal speelde in totaal vier interlands in het jaar 1987, waaronder twee duels in de strijd om de Copa América. Uruguay was al titelverdediger rechtstreeks toegelaten tot de halve finales, en won daarin met 1-0 van aartsrivaal en regerend wereldkampioen Argentinië. In de finale, ontsierd door vier rode kaarten, was de ploeg van bondscoach Roberto Fleitas met 1-0 te sterk voor Chili. Het enige doelpunt kwam op naam van aanvallende middenvelder Pablo Bengoechea.

## Balans
| Wedstrijden | Wedstrijden | Wedstrijden | Wedstrijden | Doelpunten | Doelpunten | Doelpunten | Punten |
| Gespeeld    | Winst       | Gelijk      | Verlies     | Voor       | Tegen      | Saldo      | Punten |
| ----------- | ----------- | ----------- | ----------- | ---------- | ---------- | ---------- | ------ |
| 4           | 4           | 0           | 0           | 6          | 2          | +4         | 2.000  |

## Interlands
|                                                    |                                  |       |                     |                                                                                                 |
| 19 juni Vriendschappelijk № 520 «onderlinge duels» | Uruguay                          | 2 – 1 | Ecuador             | Estadio Centenario, Montevideo Toeschouwers: onbekend Scheidsrechter: José Martinez Bazan (URU) |
| 19 juni Vriendschappelijk № 520 «onderlinge duels» | José Perdomo 5' José Perdomo 66' |       | 50' Pietro Marsetti | Estadio Centenario, Montevideo Toeschouwers: onbekend Scheidsrechter: José Martinez Bazan (URU) |

|                                                    |                                           |       |                  |                                                                                            |
| 23 juni Vriendschappelijk № 521 «onderlinge duels» | Uruguay                                   | 2 – 1 | Bolivia          | Estadio Centenario, Montevideo Toeschouwers: onbekend Scheidsrechter: Roberto Otello (URU) |
| 23 juni Vriendschappelijk № 521 «onderlinge duels» | Gustavo Matosas 41' Antonio Alzamendi 51' |       | 22' Carlos Borja | Estadio Centenario, Montevideo Toeschouwers: onbekend Scheidsrechter: Roberto Otello (URU) |

| Copa América |
| ------------ |

|                                                           |            |                       |         |                                                                                          |
| 9 juli Copa América Halve finale № 522 «onderlinge duels» | Argentinië | 0 – 1                 | Uruguay | Estadio Monumental, Buenos Aires Toeschouwers: 65.000 Scheidsrechter: Elias Jacome (ECU) |
| 9 juli Copa América Halve finale № 522 «onderlinge duels» |            | 43' Antonio Alzamendi |         | Estadio Monumental, Buenos Aires Toeschouwers: 65.000 Scheidsrechter: Elias Jacome (ECU) |

|                                                      |                      |       |       |                                                                                                  |
| 12 juli Copa América Finale № 523 «onderlinge duels» | Uruguay              | 1 – 0 | Chili | Estadio Monumental, Buenos Aires Toeschouwers: 35.000 Scheidsrechter: Romualdo Arppi Filho (BRA) |
| 12 juli Copa América Finale № 523 «onderlinge duels» | Pablo Bengoechea 56' |       |       | Estadio Monumental, Buenos Aires Toeschouwers: 35.000 Scheidsrechter: Romualdo Arppi Filho (BRA) |

|  |  |  |  |  |  |  |  |  |

## Statistieken
| Eduardo Pereira      | 1954-03-21 | Peñarol               | 3 | 0 | 0 | 3  | 0 |
| Jorge Seré           | 1961-07-09 | Danubio FC            | 1 | 0 | 0 | 1  | 0 |
| Verdediging          |            |                       |   |   |   |    |   |
| Alfonso Domínguez    | 1965-09-24 | Peñarol               | 4 | 0 | 0 | 4  | 0 |
| Nelson Gutiérrez     | 1962-04-13 | CA River Plate        | 4 | 0 | 0 | 39 | 0 |
| Obdulio Trasante     | 1960-04-20 | Peñarol               | 4 | 0 | 0 | 4  | 0 |
| José Pintos Saldanha | 1964-03-25 | Club Nacional         | 3 | 0 | 0 | 3  | 0 |
| Gonzalo Díaz         | 1966-04-14 | Montevideo Wanderers  | 1 | 0 | 0 | 1  | 0 |
| Middenveld           |            |                       |   |   |   |    |   |
| José Perdomo         | 1965-01-05 | Peñarol               | 4 | 0 | 2 | 4  | 2 |
| Gustavo Matosas      | 1967-05-25 | Peñarol               | 4 | 0 | 1 | 4  | 1 |
| Enzo Francescoli     | 1961-11-12 | Racing Club de France | 4 | 0 | 0 | 30 | 7 |
| Pablo Bengoechea     | 1965-02-27 | Sevilla FC            | 2 | 2 | 1 | 7  | 1 |
| José Enrique Peña    | 1963-05-25 | Montevideo Wanderers  | 2 | 2 | 0 | 4  | 0 |
| Aanval               |            |                       |   |   |   |    |   |
| Antonio Alzamendi    | 1956-06-07 | CA River Plate        | 4 | 0 | 2 | 15 | 3 |
| Rubén Sosa           | 1966-04-25 | Real Zaragoza         | 4 | 0 | 0 | 10 | 0 |
| Eduardo da Silva     | 1966-08-19 | Peñarol               | 0 | 1 | 0 | 1  | 0 |
| Mauricio Silvera     | 1964-12-30 | Club Nacional         | 0 | 1 | 0 | 7  | 0 |

AUF · A-internationals · Selecties · Bondscoaches · Uruguayaans vrouwenelftal · Olympisch elftal · Uruguay U21 · Uruguay U20 · Uruguay U19 · Uruguay U18 · Uruguay U17
1900 – 1909 ·
1910 – 1919 ·
1920 – 1929 ·
1930 – 1939 ·
1940 – 1949 ·
1950 – 1959 ·
1960 – 1969 ·
1970 – 1979 ·
1980 – 1989 ·
1990 – 1999 ·
2000 – 2009 ·
2010 – 2019 ·
2020 – 2029
WK 1930 · 
WK 1950 · 
WK 1954 · 
WK 1962 · 
WK 1966 · 
WK 1970 ·
WK 1974 · 
WK 1986 · 
WK 1990 · 
WK 2002 · 
WK 2010 · 
WK 2014 · 
WK 2018
OS 1924 · 
OS 1928 ·
OS 2012
1902 · 
1903 · 
1904 · 
1905 · 
1906 · 
1907 · 
1908 · 
1909 ·
1910 · 
1911 · 
1912 · 
1913 · 
1914 · 
1915 · 
1916 · 
1917 · 
1918 · 
1919 ·
1920 · 
1921 · 
1922 · 
1923 · 
1924 · 
1925 · 
1926 · 
1927 · 
1928 · 
1929 ·
1930 · 
1931 · 
1932 · 
1933 · 
1934 · 
1935 · 
1936 · 
1937 · 
1938 · 
1939 ·
1940 · 
1941 · 
1942 · 
1943 · 
1944 · 
1945 · 
1946 · 
1947 · 
1948 · 
1949 ·
1950 · 
1951 · 
1952 · 
1953 · 
1954 · 
1955 · 
1956 · 
1957 · 
1958 · 
1959 ·
1960 · 
1961 · 
1962 · 
1963 · 
1964 · 
1965 · 
1966 · 
1967 · 
1968 · 
1969 ·
1970 · 
1971 · 
1972 · 
1973 · 
1974 · 
1975 · 
1976 · 
1977 · 
1978 · 
1979 ·
1980 · 
1981 · 
1982 · 
1983 · 
1984 · 
1985 · 
1986 · 
1987 · 
1988 · 
1989 ·
1990 ·
1991 · 
1992 · 
1993 · 
1994 · 
1995 · 
1996 · 
1997 · 
1998 · 
1999 · 
2000 · 
2001 · 
2002 · 
2003 · 
2004 · 
2005 · 
2006 · 
2007 · 
2008 · 
2009 · 
2010 · 
2011 · 
2012 · 
2013 · 
2014 · 
2015 · 
2016 ·
2017 ·
2018 ·
2019 ·
2020 ·
2021 ·
2022 ·
2023 ·
2024
Algerije ·
Angola ·
Argentinië ·
Australië ·
België ·
Bolivia ·
Brazilië ·
Bulgarije ·
Canada ·
Chili ·
China ·
Colombia ·
Costa Rica ·
Cuba ·
DDR ·
Denemarken ·
Duitsland ·
Ecuador ·
Egypte ·
Engeland ·
Estland ·
 Finland ·
Frankrijk ·
Georgië ·
Ghana ·
Guatemala ·
Haïti ·
Honduras ·
Hongarije ·
Ierland ·
India ·
Indonesië ·
Irak ·
Iran ·
Israël ·
Italië ·
Ivoorkust ·
Jamaica ·
Japan ·
Joegoslavië ·
Jordanië ·
Libië ·
Luxemburg ·
Maleisië ·
Mexico ·
Marokko ·
Nederland ·
Nicaragua ·
Nieuw-Zeeland ·
Nigeria ·
Noord-Ierland ·
Noorwegen ·
Oekraïne ·
Oezbekistan ·
Oman ·
Oostenrijk ·
Panama ·
Paraguay ·
Peru ·
Polen ·
Portugal ·
Roemenië ·
Rusland ·
Saarland ·
Saoedi-Arabië ·
Schotland ·
Senegal ·
Servië & Montenegro ·
Singapore ·
Slovenië ·
Sovjet-Unie ·
Spanje ·
Tahiti ·
Thailand ·
Trinidad en Tobago · 
Tsjechië ·
Tsjecho-Slowakije ·
Tunesië · 
Turkije ·
Venezuela ·
Verenigde Arabische Emiraten ·
Verenigde Staten ·
Wales ·
Zuid-Afrika ·
Zuid-Korea ·
Zweden ·
Zwitserland
Argentinië (1986) ·
België (1990) ·
Brazilië (1950) · 
Colombia (2014) ·
Costa Rica (2014) ·
Denemarken (1986) ·
Denemarken (2002) ·
Duitsland (2010) ·
Egypte (2018) ·
Engeland (2014) ·
Frankrijk (2002) ·
Frankrijk (2010) ·
Frankrijk (2018) ·
Ghana (2010) ·
Italië (1990) ·
Italië (2014) ·
Mexico (2010) ·
Nederland (1974) ·
Nederland (2010) ·
Portugal (2018) ·
Rusland (2018) ·
Saoedi-Arabië (2018) ·
Schotland (1986) ·
Senegal (2002) ·
Spanje (1990) ·
West-Duitsland (1986) ·
Zuid-Afrika (2010) ·
Zuid-Korea (1990) ·
Zuid-Korea (2010)